# CocoRosie
CocoRosie is een muzikaal duo dat bestaat uit de Amerikaanse zussen Sierra (Rosie) Casady en Bianca (Coco) Casady. De twee begonnen in 2003 muziek op te nemen in Parijs waar Sierra woonachtig was.

## Biografie
De groep werd opgericht in 2003 en resideert in Parijs. De muziek wordt vaak ingedeeld in het indie- en folkgenre, en wordt soms ook weleens geschaard onder de zogenaamde New Weird America- of freakfolkbeweging. Stilistisch zijn ze verwant aan muzikanten als Bright Eyes, Devendra Banhart, Antony and the Johnsons en Joanna Newsom. 'Vreemde' invloeden in de muziek zijn onder meer hiphop en opera.
Sierra Casady speelt voornamelijk gitaar, piano en harp en ondersteunt Bianca, die zingt en geluiden voortbrengt met behulp van kinderspeelgoed en blaas- en percussieinstrumenten. Ze treden op als duo of met een grotere band.
Op 29 april 2008 was CocoRosie de eerste popformatie die samen met het Koninklijk Concertgebouworkest een cross-over concert gaf in het Concertgebouw in Amsterdam.
In 2006 startte Sierra een project met Matteah Baim. Onder de naam Metallic Falcons brachten ze in 2006 het album Desert Doughnuts uit op Bianca's platenlabel Voodoo Eros. Aan het album werkten verschillende muzikanten mee waaronder Banhart en Antony Hegarty (Antony and the Johnsons).

## Discografie

### Studioalbums
- La maison de mon rêve (Touch and Go/Quarterstick Records 2004)
- Noah's Ark (Touch and Go/Quarterstick Records 2005)
- The Adventures of Ghosthorse and Stillborn (Touch and go Records 2007)
- Grey Oceans (Sub Pop Records, 2010)
- Tales of a GrassWidow (City Slang, 2013)

### Ep's en singles
- Beautiful Boyz (ep, Touch and Go/Quarterstick Records, 2004)
- God Has a Voice, She Speaks Through Me (single, Touch and Go Records, 2008)
- Coconuts, Plenty of Junk Food (ep, eigen beheer, 2009)

## Muziekvideos
- Noah's Ark
- Rainbowarriors
- God Has a Voice, She Speaks Through Me
- Lemonade
- Gallows
- We Are on Fire
- Child Bride
- After the Afterlife
- Gravediggress

- Gemeinsame Normdatei: 16074593-7
- International Standard Name Identifier: 0000 0001 1519 896X
- Library of Congress Control Number: no2005071486
- MusicBrainz: e162b2eb-6a42-4240-8c1b-c94d9a0acb73
- Nationale Bibliotheek van Tsjechië: xx0072913
- Système universitaire de documentation: 112943853
- Virtual International Authority File: 137566442